# 필 콜슨

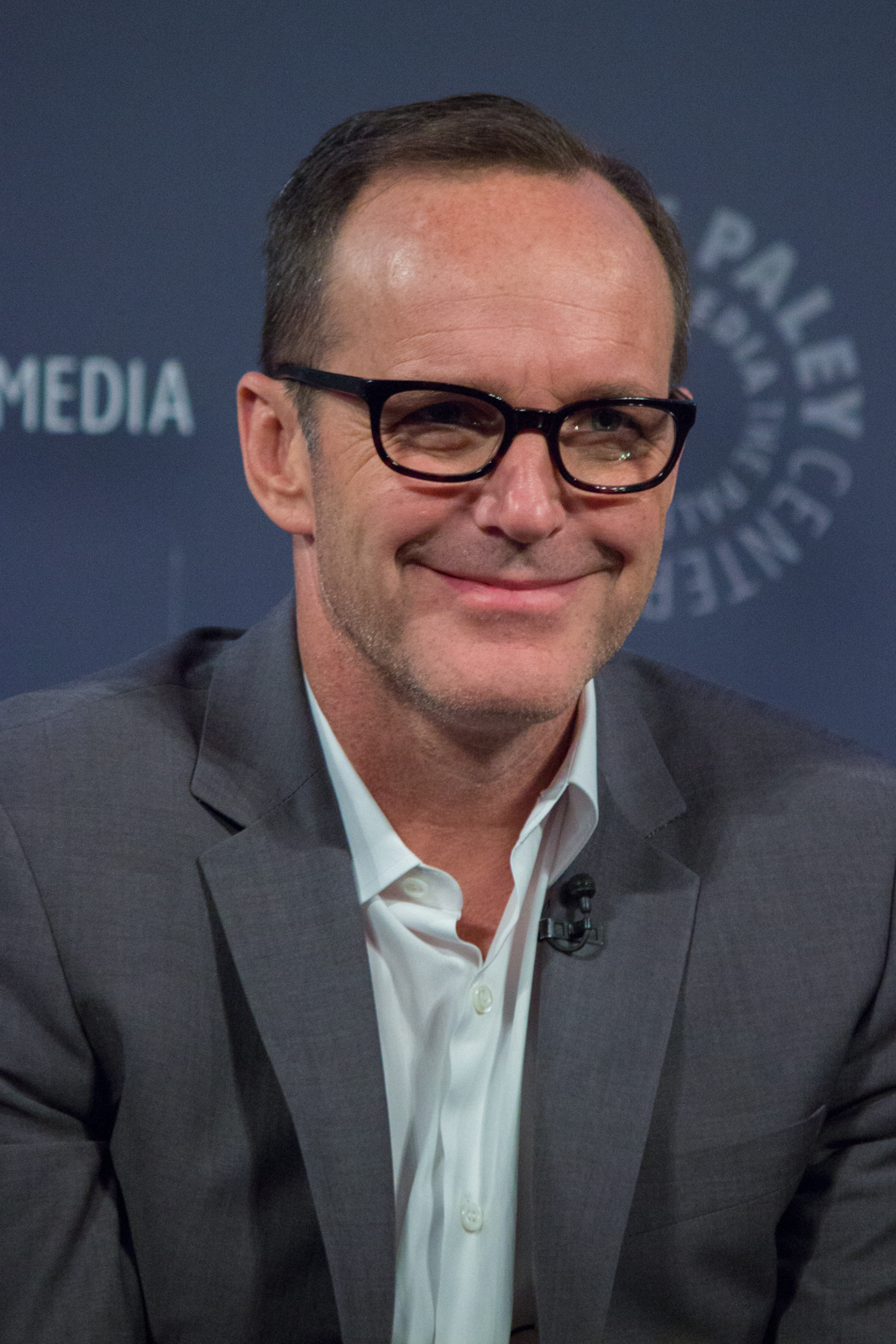

필 콜슨(Phil Coulson)은 마블 스튜디오가 제작한 캐릭터로, 여러 슈퍼 히어로 작품에 등장한다. 마블 시네마틱 유니버스에 등장한다. S.H.I.E.L.D. 요원으로 영화 아이언맨에 등장하였다. 그 후 아이언맨 2, 어벤져스에도 등장한다. S.H.I.E.L.D.가 주축이 되는 넷플릭스 드라마인 에이전트 오브 S.H.I.E.L.D.의 주인공으로 등장한다. 캡틴 아메리카의 팬이었으며 어벤져스에서 로키에게 죽는다.

## 같이 보기
- 마블 시네마틱 유니버스 캐릭터 목록